# Giocatojo
Giocatojo (auf Korsisch Ghjucatoghju) ist eine Gemeinde in der Castagniccia im französischen Département Haute-Corse auf der Insel Korsika. Sie gehört zum Kanton Casinca-Fiumalto im Arrondissement Corte. Das Siedlungsgebiet liegt durchschnittlich auf 550 Metern über dem Meeresspiegel. Die Nachbargemeinden sind Ortiporio im Nordwesten und Norden, Casabianca im Nordosten und Osten, Poggio-Marinaccio im Südosten, Süden und Westen sowie Morosaglia im Westen.

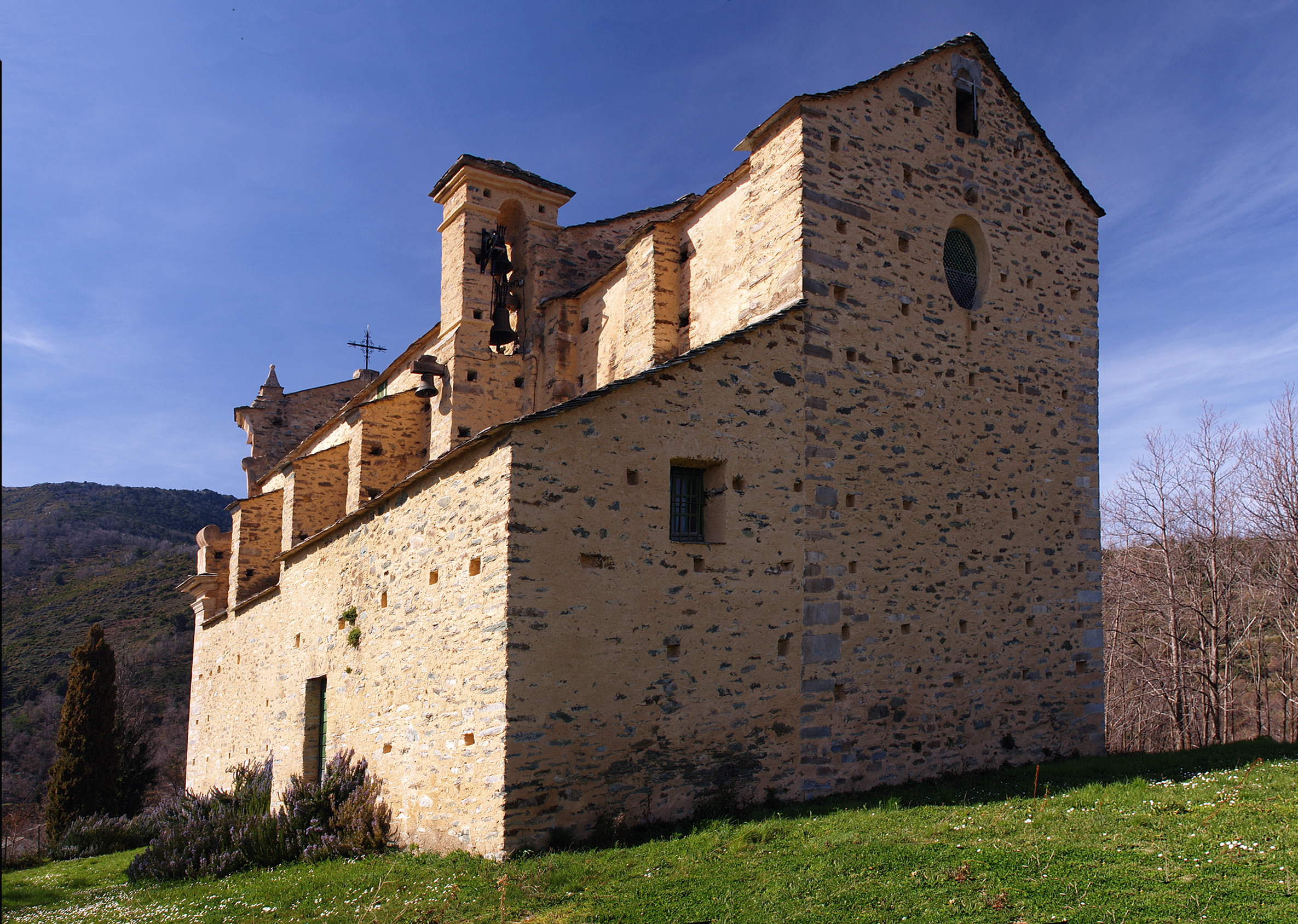
Kirche Saint-Cyr, Monument historique

## Bevölkerungsentwicklung
| Jahr      | 1962 | 1968 | 1975 | 1982 | 1990 | 1999 | 2008 | 2012 |
| --------- | ---- | ---- | ---- | ---- | ---- | ---- | ---- | ---- |
| Einwohner | 100  | 69   | 47   | 41   | 32   | 49   | 47   | 45   |